# 千賀道隆
千賀 道隆（せんが どうりゅう）は、江戸時代中期の医師、幕臣。俗名は久頼（ひさふゆ）。

## 経歴
富豪で知られた牢医師・千賀養珉の女婿。家系については不明だが、寛文頃の紀州藩にいた千賀道円という人物が祖先にあたるか。道隆も当初は牢医師を務めつつ、養父と同じく金融業で財を為した。日本橋浜町に2,000坪の大豪邸を構え、ガラス張りの天井には金魚が放たれていたという。妻は千賀養珉の娘の他、柳河藩士・角田忠顕（六郎左衛門）の娘を娶っている。
子の道有とともに、後に老中として田沼時代を牽引する田沼意次の側近となる。これは旗本時代の意次が楊弓場で得た妾を召しだす際、道隆の娘としたことが縁となったという。同じく意次の側近絵師の狩野典信の子・惟信を女婿とし、男子を老中・松平康福の家臣や勘定奉行・松本秀持の元に養子に出すなど、田沼派と縁戚関係を多く結んでいる。「名は高く芸は赤下手」「運のよい三ツもの」という世評が知られる。
宝暦13年（1763年）久保田藩が阿仁鉱山の幕府割当量削減を願い出た時、当時側用人だった意次への取次を担っている。久保田藩とは多額の融資をするなど関係が深く、その後も阿仁鉱山へ出された上知令が撤回に至るまで意次との間を周旋したものと思われる。また平賀源内と交流があり、久保田藩や意次に源内を紹介したのも道隆であるとされる。安永年間に源内が住んだ神田大和町代地の邸宅は道隆の抱地である。安永8年（1779年）源内が死去した際には、道隆が藩主佐竹氏の菩提所でもある総泉寺に葬っている。同寺は自身の菩提所にもなっており、久保田藩との関係の深さが窺える。
明和元年（1764年）には医師として将軍・家治に御目見。安永2年（1773年）までには幕医として出仕し、安永4年（1775年）200俵取、奥医師に取り立てられ、同年法眼に叙される。しかし天明6年（1786年）意次が失脚すると道隆父子も寄合医師に転じることになり、やがて寛政の改革が始まると寛政3年（1791年）本業怠慢の医師が左遷となった際、道有とともに小普請編入となり、浜町の豪邸も没収となった。寛政7年（1795年）没。